# Органическая часть почвы
Органическая часть почвы — общее понятие, объединяющее все органические вещества, присутствующие в пределах почвенного профиля, в свободном состоянии или в форме органо-минеральных соединений, исключая только вещества, которые входят в состав живых организмов.
Все органические вещества по своему происхождению, характеру и функциям четко делятся на две большие группы:
- органические остатки
- гумус
- Органические остатки — это органические вещества, ткани растений и животных, частично сохранившие исходную форму и строение. При этом следует отметить разный химический состав различных остатков.    Гумусовые вещества представляют собой все органические вещества почвы, за исключением живых организмов и их остатков, не утративших тканевое строение. Общепринято подразделять их на специфические собственно гумусовые вещества и неспецифические органические вещества индивидуальной природы.    Неспецифические гумусовые вещества содержат вещества индивидуальной природы:  а) азотистые соединения, например, простые и сложные, белки, аминокислоты, пептиды, пуриновые основания, пиримидиновые основания; углеводы; моносахариды, олигосахара, полисахариды;  б) лигнин;  в) липиды;  г) смолы;  д) дубильные вещества;  е) органические кислоты;  ж) спирты;  з) альдегиды.

Определение по ГОСТу: 
Органическое вещество почвы — совокупность всех органических веществ, находящихся в форме гумуса и остатков животных и растений.